# 1516 a tudományban
Az 1516. év a tudományban és a technikában.

## Születések
- március 26. – Conrad Gessner svájci természettudós. A század közepén megjelent ötkötetes műve, a Historiae animalium a modern zoológia kezdetének számít († 1565)

## Halálozások
- január 20. – Juan Díaz de Solís  portugál vagy esetleg spanyol navigátor (kormányos), felfedező és konkvisztádor (* 1470)
- december 13. – Johannes Trithemius német teológus, bencés szerzetes, kriptográfus, polihisztor (* 1462)